# German Open 2017
German Open 2017, známý také pod názvem German Tennis Championships 2017, byl tenisový turnaj pořádaný jako součást mužského okruhu ATP World Tour, který se odehrával ve druhém největším německém městě Hamburku na otevřených antukových dvorcích. Konal se mezi 24. až 30. červencem 2017 v areálu Am Rothenbaum jako 111. ročník turnaje.
Rozpočet hamburské události, patřící do kategorie ATP World Tour 500, činil 1 499 940 eur. Nejvýše nasazeným hráčem ve dvouhře se stal dvacátý čtvrtý muž žebříčku Albert Ramos-Viñolas ze Španělska. Jako poslední přímý účastník do hlavní soutěže ve dvouhře nastoupil italský 97. hráč žebříčku Marco Cecchinato.
Na titul z hamburské dvouhry 2014 navázal 30letý Argentinec Leonardo Mayer, jenž do hlavní soutěže postoupil až jako šťastný poražený z kvalifikace, když mu na žebříčku ATP patřila 138. příčka. První společnou trofej ze čtyřhry vybojoval chorvatský pár Ivan Dodig a Mate Pavić.

## Rozdělení bodů a finančních odměn

### Rozdělení bodů
| Soutěž  | vítězové | finalisté | semifinalisté | čtvrtfinalisté | 16 v kole | 32 v kole | Q  | Q2 | Q1 |
| ------- | -------- | --------- | ------------- | -------------- | --------- | --------- | -- | -- | -- |
| dvouhra | 500      | 300       | 180           | 90             | 45        | 0         | 20 | 10 | 0  |
| čtyřhra | 500      | 300       | 180           | 90             | 0         | —         | —  | —  | —  |

### Finanční odměny
| Soutěž                              | vítězové | finalisté | semifinalisté | čtvrtfinalisté | 16 v kole | 32 v kole | Q2     | Q1     |
| ----------------------------------- | -------- | --------- | ------------- | -------------- | --------- | --------- | ------ | ------ |
| dvouhra                             | €323 145 | €158 420  | €79 715       | €40 540        | €21 055   | €11 105   | €2 460 | €1 250 |
| čtyřhra                             | €97 290  | €47 630   | €23 890       | €12 260        | €6 340    | —         | —      | —      |
| částka ve čtyřhře je uvedena na pár |          |           |               |                |           |           |        |        |

## Mužská dvouhra

### Nasazení
| Stát                           | Hráč                 | ATP | Nasazení |
| ------------------------------ | -------------------- | --- | -------- |
| Španělsko                      | Albert Ramos-Viñolas | 24  | 1        |
| Uruguay                        | Pablo Cuevas         | 29. | 2.       |
| Rusko                          | Karen Chačanov       | 33. | 3.       |
| Francie                        | Gilles Simon         | 36. | 4.       |
| Francie                        | Benoît Paire         | 37. | 5.       |
| Argentina                      | Diego Schwartzman    | 38. | 6.       |
| Španělsko                      | Fernando Verdasco    | 39. | 7.       |
| Španělsko                      | David Ferrer         | 46. | 8.       |
| Žebříček ATP k 17. červnz 2017 |                      |     |          |

### Jiné formy účasti na turnaji
Následující hráči obdrželi divokou kartu do hlavní soutěže:
- Daniel Altmaier
- Tommy Haas
- Maximilian Marterer

Následující hráč obdržel zvláštní výjimku:
- Andrej Rubljov

Následující hráči postoupili z kvalifikace:
- Federico Delbonis
- Damir Džumhur
- Rudolf Molleker
- Cedrik-Marcel Stebe

Následující hráči postoupili z kvalifikace jako tzv. šťastní poražení:
- José Hernández-Fernández
- Leonardo Mayer

### Odhlášení
před začátkem turnaje
- Pablo Carreño Busta → nahradil jej  Andrej Kuzněcov
- Borna Ćorić → nahradil jej  Nicolás Kicker
- Rogério Dutra da Silva → nahradil jej  José Hernández-Fernández
- Richard Gasquet → nahradil jej  Dmitrij Tursunov
- Martin Kližan → nahradil jej  Leonardo Mayer
- Júiči Sugita → nahradil jej  Rogério Dutra da Silva
- Janko Tipsarević → nahradil jej  Jevgenij Donskoj

## Čtyřhra

### Nasazení párů
| Země                                                                      | Hráč             | Země       | Hráč             | ATP | Nasazení |
| ------------------------------------------------------------------------- | ---------------- | ---------- | ---------------- | --- | -------- |
| Chorvatsko                                                                | Ivan Dodig       | Chorvatsko | Mate Pavić       | 25. | 1.       |
| Uruguay                                                                   | Pablo Cuevas     | Španělsko  | Marc López       | 60. | 2.       |
| Chile                                                                     | Julio Peralta    | Argentina  | Horacio Zeballos | 72. | 3.       |
| Polsko                                                                    | Marcin Matkowski | Srbsko     | Nenad Zimonjić   | 82. | 4.       |
| Žebříček ATP k 17. červnu 2017; číslo je součtem umístění obou členů páru |                  |            |                  |     |          |

### Jiné formy účasti
Následující páry obdržely divokou kartu do hlavní soutěže:
- Daniel Altmaier /  Tommy Haas
- Kevin Krawietz /  Tim Pütz

Následující pár postoupil z kvalifikace:
- Federico Delbonis /  Leonardo Mayer

### Odhlášení
v průběhu turnaje
- Rogério Dutra da Silva

## Přehled finále

### Mužská dvouhra
- Leonardo Mayer vs.  Florian Mayer, 6–4, 4–6, 6–3

### Mužská čtyřhra
- Ivan Dodig /  Mate Pavić vs.  Pablo Cuevas /  Marc López, 6–3, 6–4